# 593 Titania
593 Titania eller 1906 TT är en asteroid i huvudbältet, som upptäcktes 20 mars 1906 av den tyska astronomen August Kopff i Heidelberg. Den är uppkallad efter älvornas drottning Titania.
Asteroiden har en diameter på ungefär 70 kilometer.